# Great Blue Hill
Der Great Blue Hill, dessen indianischer Name Massachusett lautet, bildet mit 193 Metern (635 feet) die höchste Erhebung in Norfolk County im Bundesstaat Massachusetts der Vereinigten Staaten und befindet sich ca. 10 mi (16 km) südwestlich von Boston innerhalb des Schutzgebiets Blue Hills Reservation. Seinen heutigen Namen bekam der Berg von den frühen europäischen Siedlern, die an der Küste entlang segelten und einen bläulichen Schimmer an den hervortretenden Granitflächen bemerkten. Es stellte sich heraus, dass der blaue Schein durch Riebeckit hervorgerufen wird, das in dem Gestein enthalten ist. Die östliche Flanke des Bergs zeigt zum Atlantik und liegt bereits in Quincy. Dort wurde früher „Blauer Granit“ abgebaut.
Der Name des Indianerstamms Massachusett, ihrer Sprache und aller weiteren Wortbildungen (Massachusetts Bay, Massachusetts Bay Colony usw.) leitet sich von der Bezeichnung ab, welche die Indianer dem Berg gegeben hatten: „massa-adchu-es-et“. „massa“ bedeutet groß, „adchu“ ist der Hügel, „es“ ist ein Diminutives Suffix und bedeutet klein und „et“ ist ein Lokatives Suffix, das einen Ort identifiziert.

## Geografie
Die nördliche und westliche Seite des Great Blue Hill entwässert über den Neponset River in den Boston Harbor, während die südliche und östliche Seite zunächst in den Blue Hill River entwässert, der den Weg zum Boston Harbor über den Farm River, Monatiquot River und schließlich den Weymouth Fore River findet.
Der Gipfel des Hügels ist zugleich die höchste Erhebung im gesamten Norfolk County, sowie innerhalb von 10 mi (16,09 km) entlang der Atlantikküste südlich des Zentrums von Maine. Daher wurde der Great Blue Hill vom US-amerikanischen Meteorologen Abbott Lawrence Rotch als Standort für ein Observatorium ausgewählt, das nach seiner Fertigstellung im Jahr 1885 als Blue Hill Meteorological Observatory bekannt wurde. Rotch führte dort viele Jahre lang grundlegende Studien der Erdatmosphäre durch und noch heute befindet sich dort eine Wetterstation des National Weather Service. Vom Eliot Tower am höchsten Punkt des Hügels sind die Stadt Boston und viele der niedrigeren Hügel um die Städte Milton und Canton zu sehen.
Der Hügel ist, ebenso wie das Schutzgebiet, in dem er sich befindet, ein beliebtes Ziel für Wanderer, die die gut ausgebauten Wege in Verbindung mit der natürlichen Umgebung sowie der unmittelbaren Nähe zur Metropolregion Greater Boston schätzen. In der Blue Hills Ski Area kann in den Wintermonaten auch das Skifahren trainiert werden – 8 Abfahrten, Langlaufstrecken und mehrere Skilifte stehen den Wintersportlern zur Verfügung.
Die bekannte Bostoner TV- und Radiostation WGBH leitet ihr Akronym aus den Anfangsbuchstaben des Hügels (Great Blue Hill) ab, wo ihre FM- und TV-Sendeantennen standen. Heute überträgt die Station nur noch Radiosignale vom Great Blue Hill, während die TV-Signale bereits seit den 1960er Jahren von einem höheren Turm aus gesendet werden.

## Bildergalerie

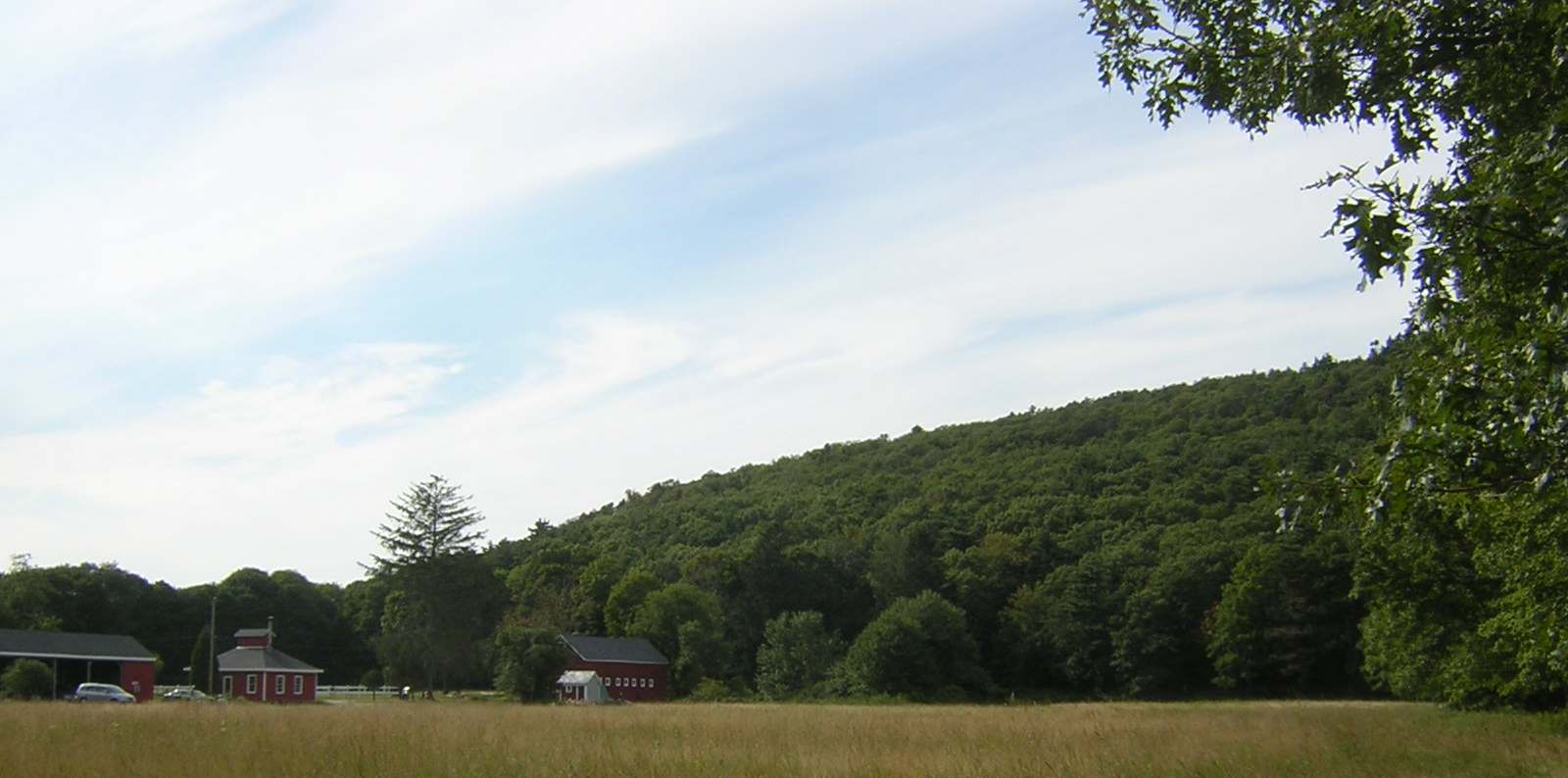
Der Hügel von der Brookwood Farm aus gesehen
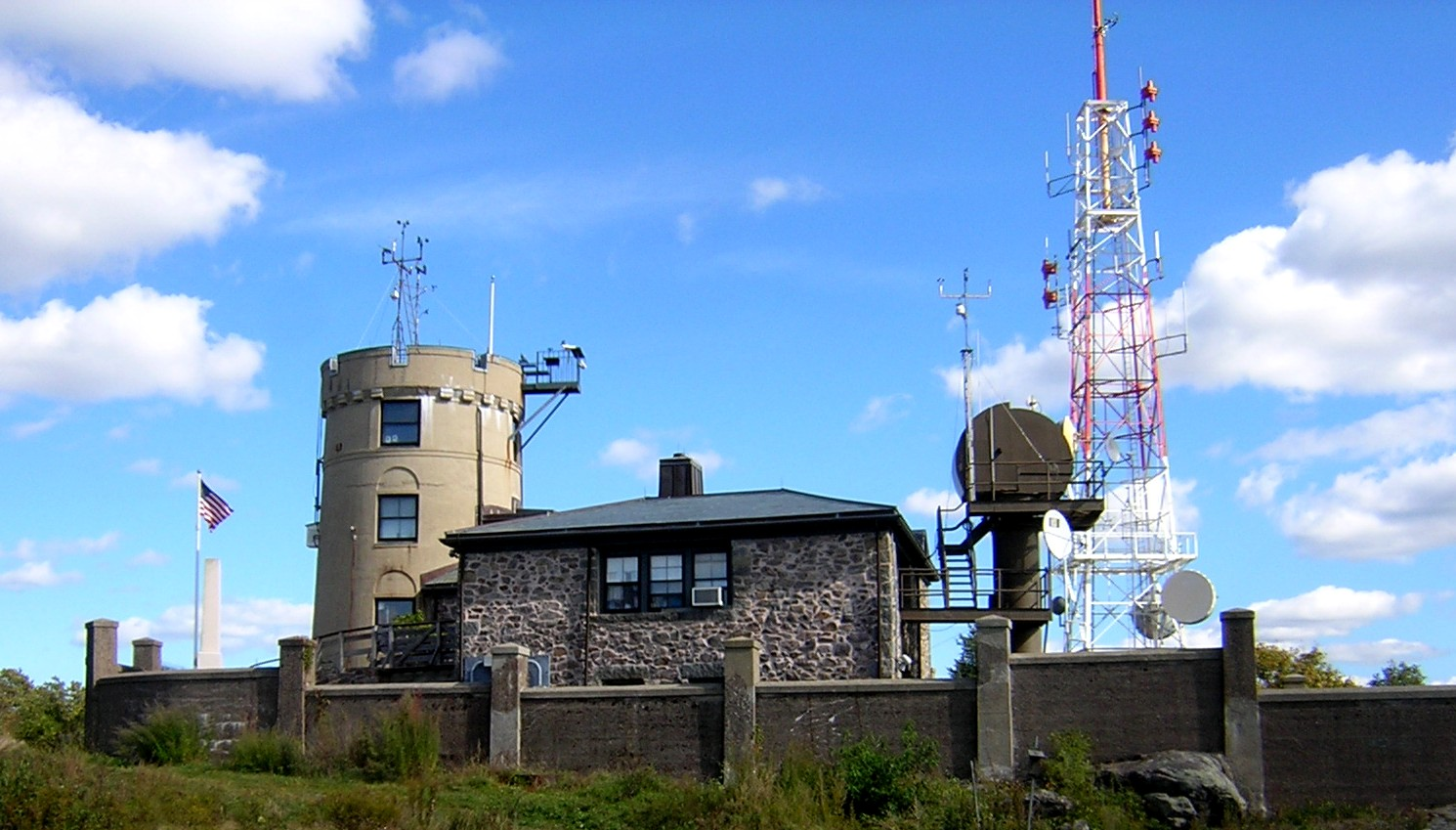
Die Wetterstation auf dem Hügel
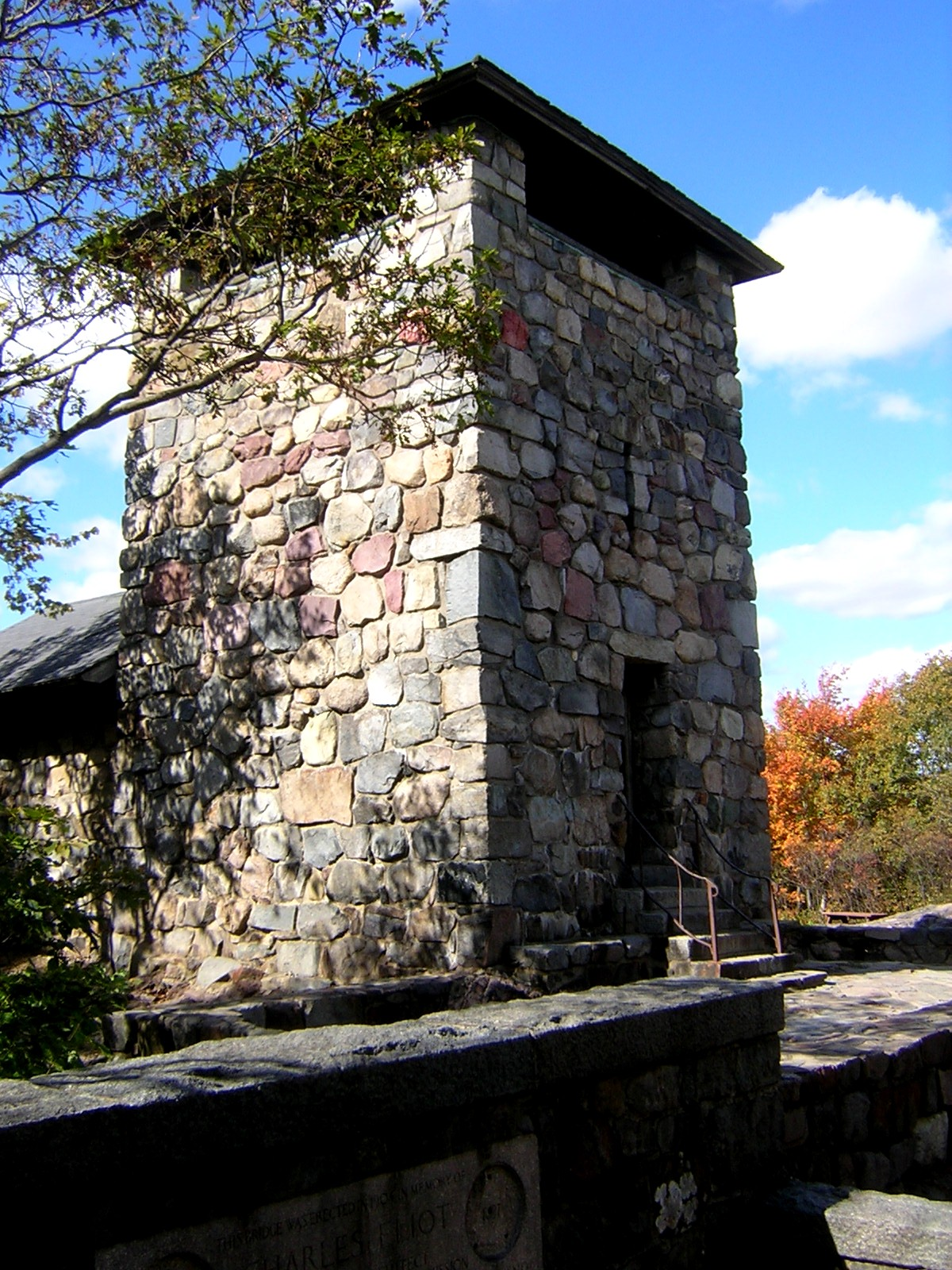
Die Eliot Memorial Bridge mit Turm